# 杜尼夫 (扎列希基區)
48°38′29″N 25°53′32″E / 48.64139°N 25.89222°E
杜尼夫（烏克蘭語：Дунів），是烏克蘭的村落，位於該國西部捷爾諾波爾州，由喬爾特基夫區負責管轄，始建於1440年，面積16.4平方公里，2014年人口393，人口密度每平方公里26人。
1. ↑  . Тернопільщина. 2021-04-10  [2025-02-10]. （原始内容存档于2025-02-10） （乌克兰语）.